# Тушинский аэродром
Ту́шинский аэродром (Ту́шинское аэрополе, сокр. «Ту́шинка») — бывший (до 2014 года) аэродром на северо-западе Москвы (рядом с Волоколамским шоссе, в 14 км от центра города). На аэродроме базировалась спортивная авиация ФГУП «Национальный аэроклуб России им. Чкалова» и государственная авиация (авиационная комендатура в/ч 26399, обслуживающая транзитные вертолёты Министерства обороны РФ).

## История

### Авиационная деятельность
Аэродром существовал с 1931 года: летом туда перебазировалась с Центрального аэродрома Московская авиашкола Осоавиахима.  В годы Великой Отечественной войны с него взлетала военная авиация, в том числе истребители и бомбардировщики. Официально аэродром использовался ПВО до середины 1960-х годов в целях взлёта парадной и командной авиации под руководством генерал-майора Покрышкина.
С 1945 по 1956 и в 1961 году на Тушинском аэродроме проводились ежегодные воздушные парады в День Воздушного флота СССР 18 августа, на которых присутствовало всё высшее руководство страны и Вооружённых сил.
Аэродром активно использовался авиационными спортсменами, на данном объекте также осуществлялись полёты 1-й МГАК (вертолётный профиль).
В 80-е годы на территории аэродрома выполнялись полеты Юношеской планерной школы.
В 1990-х имелись планы создания здесь гражданского аэропорта для бизнес-авиации.
До 2002 года аэродром Тушино имел 3 класс и был способен принимать воздушные суда Ан-24, Ан-26, Ан-30. В последующие годы аэродром имел класс 4, пригодный для самолётов Ан-2 и более лёгких, а также для вертолетов всех типов. Лётное поле частично заболочено, дренажная система имеется, но в период интенсивных дождей и таяния снега размокает, становится временно непригодным для эксплуатации самолетами (осенью ориентировочно с 25 октября по 10 ноября, весной с 20 марта по 20 апреля).
21 мая 2014 года с аэродрома осуществлён взлёт самолёта Ил-14Т «Голубая мечта», находившегося на аэродроме более 15 лет и восстановленного энтузиастами.

### Прочая деятельность
В конце 1980-х годов у Тушинского аэродрома стихийно появились продовольственный, вещевой и радиорынки, где продавались радиодетали и компьютерные программы. Впоследствии радиорынок был перенесён в Митино, где существует до сих пор.
С 1990-х годов аэродром использовался также как большая открытая площадка для проведения концертов. В частности, 28 сентября 1991 года здесь состоялся однодневный рок-фестиваль «Монстры Рока», с участием популярных зарубежных музыкантов, ставший самым массовым в истории  Советского Союза, количество зрителей превышало полмиллиона.
В 2000—2007 годах на территории аэродрома проводился музыкальный фестиваль «Крылья». 5 июля 2003 года, во время проведения очередного фестиваля, произошёл теракт, погибло 11 человек, ранены 60.
В 2010 году на месте аэродрома была построена гоночная трасса автоспортивного комплекса «Тушино Ринг», позднее закрыта.

### Застройка
В 2006 году принято решение о строительстве на территории аэродрома стадиона для футбольного клуба «Спартак». В 2014 году стадион, получивший название «Открытие Арена» (другое название — «Спартак»), был введён в эксплуатацию.
На территории поля, помимо футбольного стадиона, было намечено строительство ледового дворца, центров автомобильного спорта и художественной гимнастики, а также многофункционального комплекса с жильём, апартаментами, торгово-развлекательным и деловым центрами. Однако в 2012 году вице-мэр Москвы Марат Хуснуллин заявлял, что власти города рассматривают территорию аэродрома как «кластер для отдыха» и задачи застройки этой территории нет. Но уже в 2015 году на заседании правительства Москвы был принят проект планировки застройки: решено создать на месте аэродрома жилой район, в котором будут проживать 42 тысячи человек, инновационный бизнес-центр Ростеха, центр спортивной медицины, а также новый храм Святого Владимира
.
В 2019 году территория аэродрома являлась одной из самых крупных застраиваемых площадок Москвы. В январе 2019 года Марат Хуснуллин сообщил, что к 2024 году запланировано строительство моста через Москва-реку, который соединит Строгинское шоссе со строящимся на бывшем аэродроме крупным жилым комплексом «Город на реке Тушино-2018». В рамках проекта планируется застроить территорию в 160 гектаров, общая площадь новой недвижимости должна превысить 2 млн квадратных метров.
Для улучшения транспортной доступности к стадиону «Спартак» была открыта ранее законсервированная одноимённая станция метро.